# Gran Premi dels Estats Units del 1960
Resultats del Gran Premi dels Estats Units de Fórmula 1 de la temporada 1960, disputat al circuit de Riverside el 20 de desembre del 1960.

## Resultats de la cursa
| Pos | No | Pilot               | Equip             | Voltes | Temps/ Retir.         | Pos. de sort. | Punts |
| --- | -- | ------------------- | ----------------- | ------ | --------------------- | ------------- | ----- |
| 1   | 5  | Stirling Moss       | Lotus - Climax    | 75     | 1h 28' 52. 2          | 1             | 8     |
| 2   | 10 | Innes Ireland       | Lotus - Climax    | 75     | + 38 s                | 7             | 6     |
| 3   | 3  | Bruce McLaren       | Cooper - Climax   | 75     | + 52 s                | 10            | 4     |
| 4   | 2  | Jack Brabham        | Cooper - Climax   | 74     | + 1 Volta             | 2             | 3     |
| 5   | 15 | Jo Bonnier          | BRM               | 74     | + 1 Volta             | 4             | 2     |
| 6   | 9  | Phil Hill           | Cooper - Climax   | 74     | + 1 Volta             | 13            | 1     |
| 7   | 24 | Jim Hall            | Lotus - Climax    | 73     | + 1 Volta             | 12            |       |
| 8   | 14 | Roy Salvadori       | Cooper - Climax   | 73     | + 2 Voltes            | 15            |       |
| 9   | 26 | Wolfgang von Trips  | Cooper - Maserati | 72     | + 3 Voltes            | 16            |       |
| 10  | 23 | Chuck Daigh         | Scarab            | 70     | + 5 Voltes            | 18            |       |
| 11  | 25 | Pete Lovely         | Cooper - Ferrari  | 69     | + 6 Voltes            | 20            |       |
| 12  | 7  | Olivier Gendebien   | Cooper - Climax   | 69     | + 6 Voltes            | 8             |       |
| 13  | 20 | Bob Drake           | Maserati          | 68     | + 7 Voltes            | 22            |       |
| 14  | 8  | Henry Taylor        | Cooper - Climax   | 68     | + 7 Voltes            | 14            |       |
| 15  | 18 | Maurice Trintignant | Cooper - Maserati | 66     | + 9 Voltes            | 19            |       |
| 16  | 12 | Jim Clark           | Lotus - Climax    | 61     | + 14 Voltes           | 5             |       |
| Ret | 17 | Graham Hill         | BRM               | 34     | Caixa canvi           | 11            |       |
| Ret | 19 | Ian Burgess         | Cooper - Maserati | 29     | Encesa                | 23            |       |
| Ret | 21 | Brian Naylor        | Cooper - Maserati | 20     | Motor                 | 17            |       |
| Ret | 16 | Dan Gurney          | BRM               | 18     | Probl. amb les bugies | 3             |       |
| Ret | 4  | Ron Flockhart       | Cooper - Climax   | 11     | Transmissió           | 21            |       |
| Ret | 6  | Tony Brooks         | Cooper - Climax   | 6      | Virolla               | 9             |       |
| Ret | 11 | John Surtees        | Lotus - Climax    | 3      | Accident              | 6             |       |

## Altres
- Pole: Stirling Moss 1' 54. 40

- Volta ràpida: Jack Brabham 1' 56. 30 (a la volta 71)